# NGC 5043
NGC 5043 је расејано звездано јато у сазвежђу Кентаур које се налази на NGC листи објеката дубоког неба.
Деклинација објекта је - 60° 2' 30" а ректасцензија 13h 16m 40,0s. Привидна величина (магнитуда) објекта NGC 5043 износи 11,8. NGC 5043 је још познат и под ознакама ESO 132-SC2, *Grp ?.